# Will You Be There
Singles de Michael Jackson
Give in to Me
(1993) Gone Too Soon
(1993)
Clip vidéo
[vidéo] « Will You Be There », sur YouTube
Pistes de Dangerous
Give in to Me
(10) Keep the Faith
(12)
Will You Be There est une chanson du chanteur américain Michael Jackson, sortie le 28 juin 1993 chez Epic Records. Il s'agit du 8e single de son huitième album studio, Dangerous (1991). Écrite par Jackson et produite en collaboration avec Bruce Swedien, la chanson est initialement présentée lors de l'émission spéciale célébrant le 10e anniversaire de MTV. Le morceau a gagné en popularité plus d'un an et demi plus tard grâce à son apparition sur la bande originale du film Sauvez Willy (1993), dont elle est le thème musical principal. Avec une durée de sept minutes et quarante secondes dans sa version album, il s'agit de la plus longue chanson de la discographie de Michael Jackson.
Le titre rencontre un succès commercial important, atteignant la 7e place du Billboard Hot 100 et la 6e du Cash Box Top 100 aux États-Unis, avec plus d’un million d’exemplaires vendus et une certification platine. À l’international, Will You Be There entre dans le Top 10 des classements en Belgique, au Canada, aux Pays-Bas, en Nouvelle-Zélande, en Irlande, en Suisse et au Royaume-Uni. Le clip vidéo accompagnant la chanson est réalisé par Vince Patterson.

## Genèse du morceau
Dans le documentaire Living with Michael Jackson, le chanteur révèle que Will You Be There fait partie des nombreuses chansons qu’il a composées — en plus de Heal the World — alors qu’il se trouvait sous le "Giving Tree", un arbre situé sur sa propriété du Ranch de Neverland.
Selon le réalisateur de Free Willy, Simon Wincer, interrogé par Slash Film, l'idée d'utiliser une chanson de Michael Jackson est née lorsque le budget musical du film a été réévalué à la hausse, après une projection test favorable. Ne disposant pas du temps nécessaire pour écrire un nouveau morceau malgré un aperçu du film, Jackson n’a finalement pas composé de titre inédit. C’est Jerry L. Greenberg, alors chargé de réunir des artistes pour la bande originale, qui a suggéré d’inclure Will You Be There. La chanson a été intégrée à la bande sonore, publiée en collaboration avec Epic Soundtrax et le label de Jackson, MJJ Music.

## Composition
La partition de Will You Be There indique une tonalité initiale en ré majeur, avec plusieurs modulations successives vers la fin de la chanson, passant par mi majeur, fa dièse majeur, puis la bémol majeur. La tessiture vocale de Michael Jackson s’étend de D3 à E♭5, sur un tempo modéré de 83 battements par minute. Michael a écrit et produit la chanson, avec la participation de Bruce Swedien en tant que coproducteur, et a assuré l’orchestration du rythme ainsi que les arrangements vocaux. Les instruments utilisés incluent notamment le piano, le synthétiseur, les claviers, la batterie et diverses percussions.
La version album de la chanson comprend un prélude où l'Orchestre de Cleveland interprète un extrait de la Neuvième Symphonie de Beethoven pendant une minute et sept secondes. Ce passage, moins connu que le thème principal, est tiré de l’Ode à la joie. Les paroles en allemand sont de Friedrich Schiller.
| Paroles originales (en allemand)                                                                                       | Traduction anglaise | Traduction française |
| Ihr stürzt nieder, Millionen? Ahnest du den Schöpfer, Welt? Such' ihn über'm Sternenzelt! Über Sternen muss er wohnen. | Do you bow down, millions? Do you sense the Creator, world? Seek Him beyond the starry canopy! Beyond the stars must He dwell. | Vous vous prosternez, millions ? Ressens-tu le Créateur, ô monde ? Cherche-Le au delà du voile étoilé ! Au-delà des étoiles, Il doit demeurer. |

La section orchestrale d’ouverture est suivie d’un interlude choral, arrangé par Andraé et Sandra Crouch. Le groupe Andrae Crouch Singers est également présent tout au long de la chanson. La chanson se conclut par un poème récité par Jackson, un passage également repris dans son ouvrage Dancing the Dream.
Deux autres versions ont été créées pour la bande originale du film Free Willy. La première, utilisée dans le générique de fin (accompagnée d’images d’orques filmées par Bob Talbot), est similaire à la version de l’album, mais sans le prélude orchestral ni l’interlude choral. Quant à la version single, elle supprime la partie parlée finale.

## Thème
Will You Be There (« Seras-tu là ? ») est une chanson qui peut être interprétée comme une question adressée à un ami, tout comme à Dieu. En effet, les paroles et la musique d'inspiration gospel, sont ouvertes à la fois à l'interprétation laïque comme religieuse. Toutefois, des paroles comme « The River Jordan » (« La rivière Jourdain ») ou « In the promise of another tomorrow » (« Dans la promesse d'un autre lendemain ») laissent à penser que la chanson tendrait davantage vers le thème religieux. Le titre est ainsi l'occasion pour Michael Jackson d'exprimer sa foi chrétienne avec les doutes et remises en question que celle-ci implique. La piste suivante de l'l'album, Keep the Faith (« Garde la Foi »), aborde une thématique similaire avec également des influences gospel.

## Accusation de plagiat
Le morceau a été au cœur de deux affaires judiciaires. La première concernait une violation de droits d’auteur liée à un enregistrement de la Symphonie n°9 de Ludwig van Beethoven, interprété par le Cleveland Orchestra, et utilisé pendant 67 secondes au début de la chanson. En effet, le Cleveland Orchestra a intenté un procès réclamant 7 millions de dollars de dommages et intérêts. L’affaire s’est réglée à l’amiable, et les pressages suivants de l’album Dangerous ont intégré les crédits complets relatifs à l'œuvre orchestrale dans le livret de l’album.
Lors de la seconde affaire, Michael Jackson fut accusé de plagiat par le chanteur et auteur-compositeur italien, Al Bano, qui affirmait que Will You Be There copiait sa chanson I Cigni di Balaka (Les Cygnes de Balaka). Après sept années de procédure, un tribunal italien a d’abord donné raison à Al Bano, Michael Jackson ne s’étant pas présenté au tribunal. Toutefois, quelques mois plus tard, dans une autre instance, le tribunal a finalement statué en faveur de Jackson, rejetant les accusations de plagiat. En effet, il s'est avéré que même si les deux chansons avaient des airs similaires, l'accusation de plagiat ne s'appliquait pas car elles pouvaient toutes deux avoir été inspirées par le tube de 1939 des Ink Spots (en), Bless You for Being an Angel (en).

## Réception Critique
La chanson Will You Be There a reçu des critiques globalement positives. Chris Lacy, du site Albumism, a mis en lumière la « ferveur gospel » de ce titre ainsi que de Keep the Faith dans sa rétrospective publiée à l’occasion du 25e anniversaire de l’album Dangerous. Il décrit la chanson comme une « confession symphonique et déchirante où les chaînes des plus profondes insécurités de Jackson se brisent et s’écrasent au sol ». Dans une critique pour Billboard, Larry Flick désigne qualifie la chanson de « morceau gospel/pop très inspirant », où Michael Jackson « offre l’une de ses voix les plus pures depuis longtemps, évitant judicieusement l’instrumentation surchargée et les artifices de studio ». Troy J. Augusto, pour Cash Box, la sélectionne comme « Pick of the Week », notant que le morceau « n’est pas aussi immédiat que la plupart des titres de Michael, mais suffisamment onirique pour toucher son public ». Il souligne également que les « chœurs vocaux puissants et les arrangements de cordes » contribuent à son attrait. Alan Jones, du magazine britannique Music Week, lui attribue une note de quatre étoiles sur cinq, qualifiant le titre d’« afrocentrique et spirituellement exaltant », tout en prédisant qu’il « sera un succès ». En revanche, Rolling Stone fait une critique plus nuancée, estimant que « le grandiose Will You Be There ne prend jamais vraiment d’ampleur ». Le magazine observe également que le séquençage de Dangerous « regroupe souvent des chansons similaires », ce qui rend « facile de négliger ».

## Distinctions

### 1994 MTV Movie Awards
| Année | Travail nommé     | Catégorie                   | Résultat |
| ----- | ----------------- | --------------------------- | -------- |
| 1994  | Will You Be There | Meilleure chanson d'un film | Lauréat  |

## Clip
Le clip est un mélange d'images du Dangerous World Tour et du film Sauvez Willy. Il démarre directement sur les chœurs. L'ouverture de la chanson que l'on entend sur l'album, qui est une partie de la Symphonie nº 9 de Beethoven, a été ici supprimée. Une autre version du clip existe sans les images du film Sauvez Willy.

## Sur scène
Will You Be There, tout comme Black or White, a été interprétée en public pour la première fois lors de l’émission spéciale célébrant le 10e anniversaire de MTV, enregistrée durant l’été 1991. La diffusion a eu lieu sur la chaîne ABC le 27 novembre 1991, au lendemain de la sortie de l’album Dangerous. Michael Jackson a ensuite intégré le titre à la setlist du Dangerous World Tour, qu’il a donné entre 1992 et 1993. Une version live est sortie sur le DVD Live in Bucharest: The Dangerous Tour en 2004.
Lors de la 25e cérémonie des NAACP Image Awards en 1993, où Jackson a reçu le prix de l'« Artiste de l'année ». Au cours de la soirée, Will You Be There a été interprétée par  Daryl Coley, Patti LaBelle et la chorale Voices of Faith ont interprété la chanson, avec une apparition de Jackson en fin de performance. La chanson avait été envisagée pour figurer dans la setlist du HIStory World Tour (1996–1997), mais n'a pas été incluse dans la programmation finale. La chanson figurait également parmi les morceaux prévus pour la tournée This Is It, mais celle-ci n’a jamais eu lieu en raison du décès soudain de l’artiste.

## Divers
- Will You Be There fut interprétée par Jennifer Hudson et ses chœurs, lors des funérailles de Michael Jackson, le 7 juillet 2009.
- La chanson a également été reprise par le groupe Boyce Avenue sur son album Influential Sessions , sorti en 2010. Les ventes de ce titre sur iTunes ont permis de collecter des fonds pour les victimes du séisme de 2010 en Haïti, par l'intermédiaire de la Croix-Rouge américaine. Alejandro Manzano, membre du groupe, a déclaré : « même si nous savions que toute reprise de la musique de Michael Jackson serait bien pâle par rapport à l'original, nous étions néanmoins obligés de rendre hommage [...] en cette période difficile, en interprétant l'une de nos chansons préférées : Will You Be There »[15].
- Michael Lynche a interprété la chanson lors de la neuvième saison d'American Idol, le 11 mai 2010.
- Melanie Amaro a interprété la chanson lors de la première saison de The X Factor en 2011.
- Fleur East a interprété la chanson lors de la onzième saison de l'émission originale The X Factor au Royaume-Uni le 8 novembre 2014.
- Will You Be There a été remixé et inclus dans le spectacle Michael Jackson: The Immortal World Tour en 2011.

## Liste des pistes
- CD and 12" single

1. Will You Be There (Radio Edit) – 3:40
2. Man in the Mirror – 5:19
3. Girlfriend – 3:04
4. Will You Be There (Album Version) – 7:40

- 7" and cassette single

1. Will You Be There (Radio Edit) – 3:40
2. Will You Be There (Instrumental) – 3:40

- 3-inch single

1. Will You Be There (Radio Edit) – 3:40
2. Girlfriend – 3:04

- Australian Maxi CD single

1. Will You Be There (Radio Edit) – 3:40
2. Will You Be There (Edit) – 5:22
3. Man in the Mirror – 5:19
4. Girlfriend – 3:04
5. Will You Be There (Album Version) – 7:40

- Clip

1. Will You Be There – 5:56

## Crédits
| - Écrit, composé, produit, solo et chœurs par Michael Jackson - Coproduit par Bruce Swedien - Enregistré et mixé par Bruce Swedien et Matt Forger - Arrangement rythmique de Michael Jackson et Greg Phillinganes - Orchestre arrangé et dirigé par Johnny Mandel - Arrangement vocal par Michael Jackson - Arrangement choral d'Andraé et Sandra Crouch , avec les "Andrae Crouch Singers" - Greg Phillinganes et Brad Buxer : claviers - Michael Boddicker : synthétiseurs | * Rhett Lawrence : synthétiseurs et programmation de synthétiseurs - Brad Buxer, Bruce Swedien : Batterie et percussions - Paulinho Da Costa : Percussions - Prélude – Beethoven: Symphonie n° 9 en ré mineur, opus 125 : Presto - Interprété par l'Orchestre de Cleveland - Réalisé par Robert Shaw - Dirigé par George Szell |